# Perfectly Clear
Perfectly Clear (en español:  Perfectamente Claro) es el séptimo álbum grabado por la cantante y compositora norteamericana Jewel, lanzado el 3 de junio del 2008 bajo el sello de Valory Records (bajo la tutela de Big Machine Records). Perfectly Clear es el primer disco de música country publicado por Jewel y está compuesto por canciones nuevas y otras viejas que fueron remezcladas y añadidas al álbum por ser de las favoritas de los fanes.

## Producción
La mitad del álbum fue producido por John Rick y la otra mitad por el dúo de productores de música country Big & Rich.

## Lanzamiento
El álbum debutó en Estados Unidos en la lista Billboard 200 en el número ocho con 48 000 copias vendidas en su primera semana de lanzamiento.
El primer sencillo "Stronger Woman" llegó a un máximo del número trece en la lista de canciones country en Estados Unidos  y el segundo sencillo "I Do" debutó en el número 60 en la misma lista.
Hasta el marzo de 2009 el álbum había vendido más de 310 000 unidades en Estados Unidos.
Edición internacional:
En Australia se editó el 29 de mayo de 2009
En Alemania y Austria se editó el 3 de junio de 2009 
En UK, España y Dinamarca llegó el 22 de junio de 2009 
Estas ediciones salieron bajo el sello Humphead e incluyen como bonus el video del primer sencillo "Stronger Woman"

## Lista de canciones
1. "Stronger Woman" (Jewel, Marv Green) - 4:02
2. "I Do" (Jewel) - 4:04
3. "Love Is a Garden" (Jewel, Shaye Smith) - 3:48
4. "Rosey & Mick" (Jewel) - 3:36
5. "Anyone but You" (Jewel, Wynn Varble) - 3:55
6. "Thump Thump" (Jewel) - 3:57
7. "2 Become 1 (Jewel song)|Two Become One" (Jewel, Guy Chambers) - 3:44
8. "Till It Feels Like Cheating" (Lisa Carver, Liz Rose) - 4:00
9. "Everything Reminds Me of You" (Jewel, Joel Firstman) - 3:15
10. "Loved by You (Cowboy Waltz)" (Jewel) - 3:28
11. "Perfectly Clear" (Jewel) - 2:56
12. "Stronger Woman Video" (European Bonus Enhanded CD)

## Posiciones en listas
| Listas (2008)                      | Posición |
| ---------------------------------- | -------- |
| Canadá                             | 28       |
| EE.UU Billboard 200                | 8        |
| EE.UU Billboard Top Country Albums | 1        |